# Zwerggleithörnchen
Die Zwerggleithörnchen (Petinomys, aus griechisch πετεινός peteinos ‚flugfähig‘ und μῦς mys ‚Maus‘) sind eine in Südasien verbreitete Gattung der Gleithörnchen. Trotz des Namens sind nicht alle Arten besonders klein. Im Gegenteil gehören auch einige überdurchschnittlich große Arten in die Gattung. Auch die kleinsten Zwerggleithörnchen werden an Winzigkeit noch von den Kleinstgleithörnchen übertroffen.

## Merkmale
Die kleinste Art ist das Vordermann-Gleithörnchen mit einer Kopfrumpflänge von 10 cm und einem etwa ebenso langen Schwanz. Die größte Art, das Schnurrbart-Gleithörnchen, ist mit etwa 40 cm Gesamtlänge (inklusive Schwanz) etwa doppelt so lang und damit nicht mehr sehr zwergenhaft. Alle Zwerggleithörnchen sind Bewohner tropischer Regenwälder. Sie sind im Allgemeinen wenig erforscht, dürften in der Lebensweise aber anderen Gleithörnchen entsprechen.

## Systematik
Die Gattung Petinomys wurde 1908 von Oldfield Thomas im Rahmen einer Aufteilung der Gattung Sciuropterus als Untergattung derselben wissenschaftlich erstbeschrieben. Die Typusart war dabei das 1895 ebenfalls von ihm beschriebene Siberut-Gleithörnchen (Petinomys lugens).
Zu den Zwerggleithörnchen werden acht bis neun Arten gezählt:
- Philippinen-Gleithörnchen (Petinomys crinitus (Hollister, 1911)), Mindanao und benachbarte Inseln
- Travancore-Gleithörnchen (Petinomys fuscocapillus (Jerdon, 1847)), südl. Indien, Sri Lanka
- Schnurrbart-Gleithörnchen (Petinomys genibarbis (Horsfield, 1822)), Malaiische Halbinsel, Java, Sumatra, Borneo
- Hagen-Gleithörnchen (Petinomys hageni (Jentink, 1888)), Sumatra, Borneo
- Siberut-Gleithörnchen (Petinomys lugens (Thomas, 1895)), Mentawai-Inseln
- Mindanao-Gleithörnchen (Petinomys mindanensis (Rabor, 1939)), Mindanao und benachbarte Inseln
- Temminck-Gleithörnchen (Petinomys setosus (Temminck, 1844)), Myanmar, Thailand, Malaiische Halbinsel, Sumatra, Borneo
- Vordermann-Gleithörnchen (Petinomys vordermanni (Jentink,  1890)), Malaiische Halbinsel, Borneo

Auf der Basis morphologischer Vergleiche im Aufbau des Innenohres sowie bestätigt durch molekularbiologischen Daten der Cytochrom b-Sequenzen der mitochondrialen DNA wird eine sehr enge Verwandtschaftsbeziehung zwischen den Zwerggleithörnchen und den Pfeilschwanz-Gleithörnchen (Hylopetes) bestätigt. Beide Gattungen überlappen sich in ihrem Verbreitungsgebiet in Süd- und Südostasien, eine Trennung der Gattungen voneinander wird während des Pleistozän vor etwa 2,2 Millionen Jahren angenommen.

## Belege
1. 1 2  Oldfield Thomas: The genera and subgenera of the Sciuropterus Group, with descriptions of three new species. Annals and Magazine of Natural History 1, 1908; S. 1–8. (Digitalisat).
2. 1 2  Don E. Wilson & DeeAnn M. Reeder (Hrsg.): Petinomys in Mammal Species of the World. A Taxonomic and Geographic Reference (3rd ed).
3. ↑  Richard W. Thorington Jr., John L. Koprowski, Michael A. Steele: Squirrels of the World. Johns Hopkins University Press, Baltimore MD 2012; S. 123 ff. ISBN 978-1-4214-0469-1
4. ↑  J.L. Koprowski, E.A. Goldstein, K.R. Bennett, C. Pereira Mendes: Genus Petinomys. In: Don E. Wilson, T.E. Lacher, Jr., Russell A. Mittermeier (Hrsg.): Handbook of the Mammals of the World: Lagomorphs and Rodents 1. (HMW, Band 6) Lynx Edicions, Barcelona 2016, ISBN 978-84-941892-3-4, S. 761–763.
5. ↑  Tatsuo Oshida, Liang-Kong Lin, Hisashi Yanagawa, Hideki Endo, Ryuichi Masuda: Phylogenetic Relationships among Six Flying Squirrel Gener,a Inferred from Mitochondrial Cytochrome b Gene Sequences. Zoological Science 17(4), 2000; S. 485–489. doi:10.2108/0289-0003(2000)17[485:PRASFS]2.0.CO;2